# Richtfunkanlage Berlin-Frohnau
Die Richtfunkanlage Berlin-Frohnau (intern Funkübertragungsstelle Berlin 25) im Norden Berlins im Ortsteil Frohnau wurde in den 1970er Jahren von der Landespostdirektion Berlin gebaut, um zusätzliche Richtfunkverbindungen nach Westdeutschland zu schaffen. Sie bestand aus einem 117,5 Meter hohen freistehenden Stahlfachwerkturm und einem später errichteten, über 358 Meter hohen, abgespannten Gittermast. Er war nach dem Fernsehturm das zweithöchste Bauwerk Berlins und das vierthöchste Deutschlands.
Beide Antennenträger dienten nur dem Richtfunk und zu keiner Zeit der Aussendung von Rundfunkprogrammen. Über die Frohnauer Anlage konnten bis zu 12.600 Fernsprechverbindungen zum Bundesgebiet (Clenze und Gartow) übertragen werden. Ihre Kapazität war damit mehr als doppelt so groß wie die der Richtfunkstelle Berlin 3 auf dem Schäferberg. Der dort seit 1959 stehende Stahlfachwerkturm ermöglichte zusammen mit dem Fernmeldeturm Schäferberg bis zu 5640 Verbindungen in Richtung Gartow bzw. Torfhaus. Alternativ konnten Fernseh-Übertragungskanäle (zwei in Frohnau und bis zu sieben am Schäferberg) geschaltet werden.
Eigentümer der Anlage war die Deutsche Funkturm GmbH (DFMG), eine Tochtergesellschaft der Deutschen Telekom mit Sitz in Münster. Da nach der deutschen Wiedervereinigung von Seiten der Telekom keine Verwendung mehr für die Einrichtung bestand, wurde der Gittermast im Februar 2009 gesprengt. Der Stahlfachwerkturm dient heute überwiegend dem Mobilfunk.

## Stahlfachwerkturm
Im Sommer 1970 begannen die Arbeiten zu einer neuen Scatter-Richtfunkanlage zwischen Frohnau und Clenze, einem Ort im Niederen Drawehn. Der Stahlfachwerkturm wurde von 1971 bis 1972 für 2,5 Millionen Mark (kaufkraftbereinigt in heutiger Währung: rund 4,86 Millionen Euro) erbaut. Er hat ein Eigengewicht von 400 Tonnen. An den vier Fundamentblöcken wurden jeweils 100 m³ Beton verbaut. Der 92 Meter hohe Turm  erhielt in 40, 61 und 82 Metern Höhe Gitterrost-Plattformen für die Aufstellung der Zubringer-Richtfunkantennen. Mit dem aufgesetzten Rohrmast erreichte er eine Höhe von 117,5 Metern.
Für die 164 Kilometer lange Richtfunkstrecke zur neuen Funkübertragungsstelle Clenze 1, wo ein baugleicher Stahlfachwerkturm stand, wurden an beiden Standorten je zwei Parabolspiegel (Cassegrain-Antennen) von je 18 Metern Durchmesser installiert. Die bereits auf der Strecke Schäferberg – Torfhaus bewährten Richtfunkgeräte FM960-TV/1900 sollten verwendet werden. Die Funkeinrichtungen wurden ab Herbst 1973 aufgebaut. Bei der Inbetriebnahme stellte sich jedoch heraus, dass trotz der hohen Sendeleistungen von 1000 Watt die Übertragungsgüte sehr mangelhaft war. Störimpulse und Pegelschwankungen waren, vermutlich wegen der erheblich geringen Höhe über Normalnull (Clenze 123 m gegenüber 800 m in Torfhaus, Frohnau 49 m gegenüber rund 100 m am Schäferberg) in Verbindung mit der hohen Sendefrequenz im 1,9-GHz-Bereich, zu verzeichnen. Zum Jahreswechsel 1974/1975 konnten nur 360 Fernsprechkanäle geschaltet werden, gefolgt von derselben Zahl ein knappes Jahr später. Von 1976 bis 1993 waren zwischen Frohnau und Clenze anstelle der geplanten 3000 Fernsprechkanäle schließlich nur 720 Kanäle in Betrieb.

## Gittermast
Der anfangs 344 Meter hohe Gittermast ermöglichte erstmals neben dem zeit- und baugleich errichteten Mast Gartow 2 auf dem Höhbeck im Landkreis Lüchow-Dannenberg eine (Quasi-)Sichtverbindung für eine störungsarme Funkverbindung über das Territorium der DDR hinweg zur damaligen Bundesrepublik Deutschland. Bis zur Inbetriebnahme dieser Anlage war dies nur mit Hilfe des Überhorizontrichtfunks möglich, der mit großen Richtantennen und hohen Sendeleistungen die Streu- und Beugungseffekte der Troposphäre ausnutzt. Mit der Luftlinie zwischen Frohnau und Gartow wurde die annähernd geringste Entfernung zwischen West-Berlin und des damaligen Bundesgebietes genutzt; sie beträgt rund 133 Kilometer. Die Höhe beider Türme war nötig, um die Erdkrümmung zu überwinden.
Die Arbeiten an den Fundamenten, in denen insgesamt 2000 m³ Beton verbaut wurden, begannen am 16. März 1977. Am 30. Mai 1978 fand das Richtfest statt. Der quadratische Mast mit 4,3 Metern Seitenlänge wurde von 15 Abspannseilen (Pardunen) gehalten. Diese waren insgesamt 3,8 Kilometer lang und zwischen 50 und 82 mm stark. Auf dem Kalottenlager des Mastfußes lag eine Belastung von 22.000 Kilonewton, resultierend aus dem Mastgewicht von ca. 920 Tonnen und der Spannkraft der Pardunen, die selbst 250 Tonnen wogen.
Die Inbetriebnahme war am 16. Mai 1980; die offizielle Übergabe durch Bundespostminister Kurt Gscheidle war am 8. September 1980. Der Bau des Mastes kostete 11,5 Millionen Mark (kaufkraftbereinigt in heutiger Währung: rund 15,12 Millionen Euro), dazu kamen drei Millionen Mark für die fernmeldetechnischen Einrichtungen. Anfangs wurden 1800 Kanäle bereitgestellt, später im Vollausbau konnten die acht Radiofrequenzpaare im Bereich 5,9 bzw. 8,2 Gigahertz gleichzeitig bis zu 11.880 Kanäle übertragen, sodass die zusammen mit dem kleineren Fachwerkturm die Frohnauer Anlage eine Kapazität von 12.600 Fernsprechkanäle hatte.
Über acht Minuten dauerte eine Fahrt mit dem Aufzug zu dem in 324 Metern Höhe befindlichen Betriebsgeschoss. Dessen Räume waren – wie auch diejenigen des Mastes Gartow 2 – die am höchsten über dem Erdboden gelegenen geschlossenen Räume aller Bauwerke in Europa. Die Aufzugskabine war über eine Stahltreppe zu erreichen – darunter am Mastfuß war der Antrieb installiert.
Die elf Meter breite Betriebskanzel wurde 1982 von acht auf 14 Meter verlängert, um drei zusätzliche Räume (insgesamt ca. 65 m²) zu schaffen. Die entsprechenden Stellen der französischen und US-amerikanischen Besatzungsmacht wollten dort Abhörtechnik für den VHF- und UHF-Bereich installieren, um damit den Funkbetrieb im Bereich des Warschauer Paktes besser erfassen zu können. Da auch die Installation der Antennen Platz benötigte, musste der Mast zusätzlich um rund 14 Meter auf 358,58 Meter erhöht werden.
Alle Richtfunkstrecken nach West-Berlin wurden vom Ministerium für Staatssicherheit und der NVA der DDR abgehört, da sie nicht verschlüsselt waren. Die über den hohen Mast laufenden wartungsarmen Richtfunkstrecken im Bereich 5,9 bzw. 8,2 GHz wurden erst im Frühjahr 1999 bzw. Anfang 2000 außer Betrieb genommen. In der ersten Hälfte der 1990er Jahre erfolgte noch eine zusätzliche Nutzung des Mastes für den Richtfunk der Bundeswehr.
Da der Erhalt des Gittermastes hohe Unterhaltskosten verursachte und keine Nutzungsmöglichkeiten mehr bestanden, beantragte der Eigentümer im Jahr 2008 eine Abrissgenehmigung. Am 8. Februar 2009 wurde der Mast gesprengt.

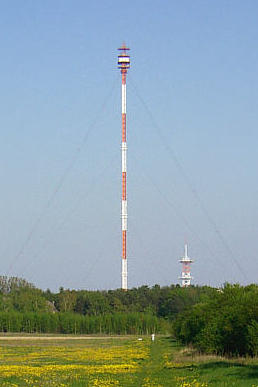
Die Richtfunkanlage im April 2005
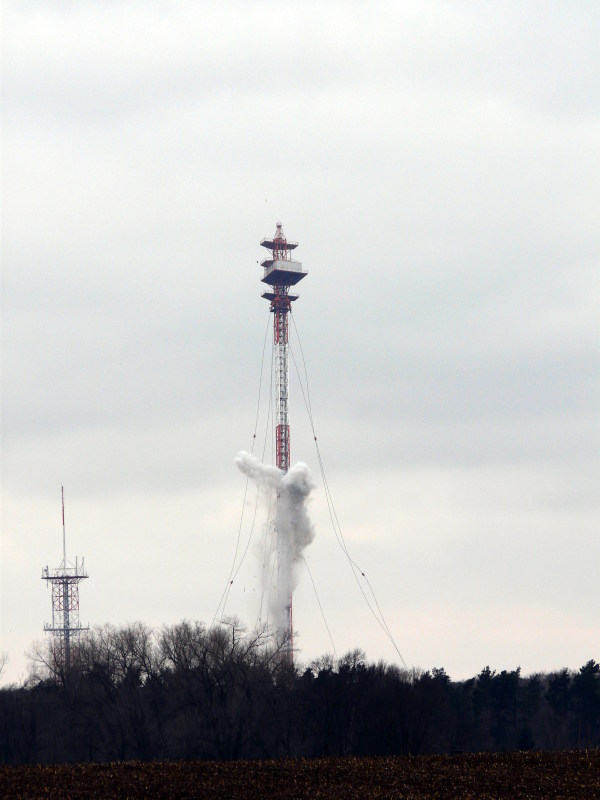
Sprengung des Gittermastes am 8. Februar 2009

## MW-Antenne

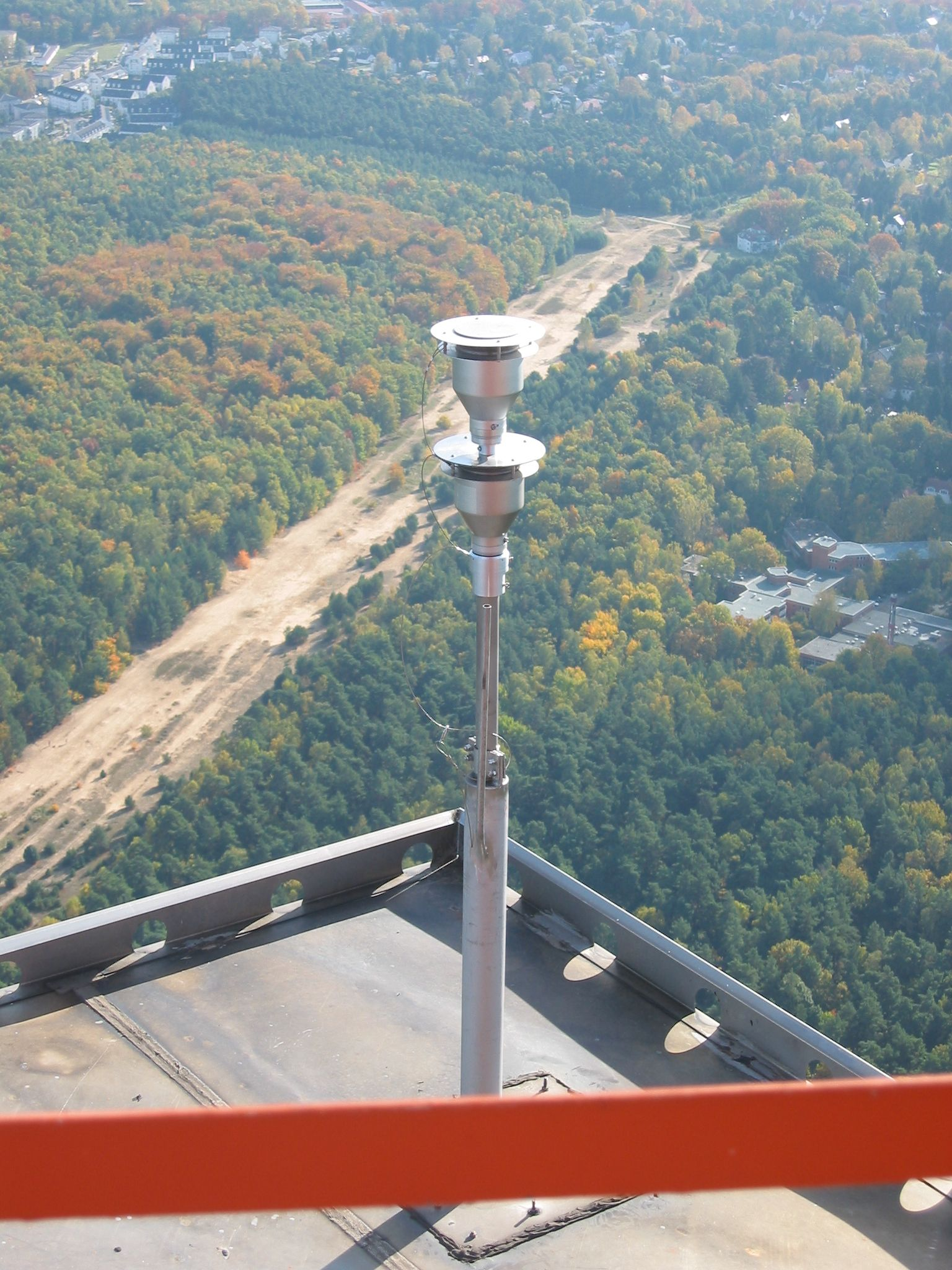
Zwei „stacked total suspended matter (TSP) heads“

Während der IFA 2001 fanden in Frohnau Versuchssendungen im DRM-Modus auf der Mittelwellenfrequenz 1485 kHz statt. Da keiner der beiden Antennenträger in Frohnau für die Abstrahlung von Mittelwellen konzipiert wurde, wurde hierfür eine Langdrahtantenne an einem zehn Meter hohen Mast errichtet. Die Sendungen wurden in Gleichwelle vom Schäferberg und von Rüdersdorf aus durchgeführt.